# Список губернаторов штата Гавайи
Губернатор штата Гавайи (англ. Governor of Hawaii) — глава исполнительной ветви власти и главнокомандующий вооружённых сил данного штата. Кроме того, он отвечает за исполнение законов штата, имеет право собирать законодательное собрание штата, одобрять принятые собранием законопроекты или накладывать на них вето, а также осуществлять помилование, кроме дел о государственной измене и отрешении от должности.
Из 7 губернаторов штата двое избрались на три срока подряд, а трое — на два. Единственным губернатором, занимавшим должность один срок, был первый, Уильям Куинн, хотя он помимо этого прослужил территориальным губернатором в течение одного срока. Ни один из губернаторов штата не подал в отставку или умер в должности; из губернаторов территории также никто не умер в должности. Джордж Ариёши был первым американцем азиатского происхождения, ставшим губернатором штата США. Действующим губернатором Гавайев является Джош Грин, вступивший в должность 5 декабря 2022 года.

## Губернаторы
В 1898 году Республика Гавайи была аннексирована Соединенными Штатами Америки. В 1900 году она была организована в территорию Гавайи, а в 1959 году преобразована в штат. Должность президента Республики занимал лишь один человек — Сенфорд Доул, позднее ставший первым губернатором территории Гавайи. До 1893 года на Гавайских островах была монархия (подробнее см. Список монархов Гавайи). С 1893 по 1894 год островами управляло Временное правительство Гавайев, формально главы государства не существовало.

### Губернаторы территории Гавайи
14 июня 1900 года была образована территория Гавайи, сохраняя данный статус в течение следующих 59 лет. Всего должность территориального губернатора занимали 12 человек, назначение на должность производилось президентом США.
| №  | Губернатор                     | Портрет | Вступил в должность  | Покинул должность    | Кем назначен      | Примечания |
| -- | ------------------------------ | ------- | -------------------- | -------------------- | ----------------- | ---------- |
| 1  | Сенфорд Доул 1844—1926         |         | 14 июня 1900 года    | 23 ноября 1903 года  | Уильям Мак-Кинли  | [ К 1 ]    |
| 2  | Джордж Картер 1866—1933        |         | 23 ноября 1903 года  | 15 августа 1907 года | Теодор Рузвельт   | [ К 2 ]    |
| 3  | Уолтер Фрир 1863—1948          |         | 15 августа 1907 года | 30 ноября 1913 года  | Теодор Рузвельт   |            |
| 4  | Люциус Пинкхем 1850—1922       |         | 30 ноября 1913 года  | 22 июня 1918 года    | Вудро Вильсон     |            |
| 5  | Чарльз Маккарти 1861—1929      |         | 22 июня 1918 года    | 5 июля 1921 года     | Вудро Вильсон     |            |
| 6  | Уоллис Феррингтон 1871—1933    |         | 5 июля 1921 года     | 6 июля 1929 года     | Уоррен Гардинг    |            |
| 7  | Лоренс Джадд 1887—1968         |         | 6 июля 1929 года     | 2 марта 1934 года    | Герберт Гувер     |            |
| 8  | Джозеф Поиндекстер 1869—1951   |         | 2 марта 1934 года    | 24 августа 1942 года | Франклин Рузвельт | [ К 3 ]    |
| 9  | Ингрем Стейнбек 1883—1961      |         | 24 августа 1942 года | 8 мая 1951 года      | Франклин Рузвельт | [ К 4 ]    |
| 10 | Орен Лонг 1889—1965            |         | 8 мая 1951 года      | 28 февраля 1953 года | Гарри Трумэн      |            |
| 11 | Семьюэл Уайлдер Кинг 1886—1959 |         | 18 февраля 1953 года | 26 июля 1957 года    | Дуайт Эйзенхауэр  | [ К 5 ]    |
| 12 | Уильям Куинн 1919—2006         |         | 29 августа 1957 года | 21 августа 1959 года | Дуайт Эйзенхауэр  |            |

### Губернаторы штата Гавайи
21 августа 1959 года территория Гавайи была принята в состав США в качестве штата, сохраняя всю свою территорию, кроме атолла Пальмира. С того момента должность губернатора штата занимали 7 человек.
Губернатор избирается на 4-летний срок, который начинается с первого понедельника после выборов в декабре. Вице-губернатор избирается на тот же срок, а с 1964 года — по тому же бюллетеню, что и губернатор. Конституционное собрание штата 1978 года установило ограничение срока правления не более двух срока подряд для обоих должностей. Если должность губернатора станет вакантной, вице-губернатор станет губернатором; если губернатор покинет пределы штата или станет неспособен исполнять свои обязанности, вице-губернатор в это время будет исполнять обязанности губернатора.
 Демократическая партия (6)
 Республиканская партия (2)
| # | Губернатор    | Губернатор               | Портрет | Вступил в должность  | Покинул должность   | Вице-губернатор | Вице-губернатор  | Сроков |
| - | ------------- | ------------------------ | ------- | -------------------- | ------------------- | --------------- | ---------------- | ------ |
| 1 |               | Уильям Куинн 1919—2006   |         | 21 августа 1959 года | 3 декабря 1962 года |                 | Джеймс Киалоа    | 1      |
| 2 |               | Джон Бёрнс 1909—1975     |         | 3 декабря 1962 года  | 2 декабря 1974 года |                 | Уильям Ричардсон | 3      |
| 2 | Томас Джилл   | Джон Бёрнс 1909—1975     |         | 3 декабря 1962 года  | 2 декабря 1974 года |                 |                  | 3      |
| 2 | Джордж Ариёши | Джон Бёрнс 1909—1975     |         | 3 декабря 1962 года  | 2 декабря 1974 года |                 |                  | 3      |
| 3 |               | Джордж Ариёши род. 1926  |         | 2 декабря 1974 года  | 1 декабря 1986 года |                 | Нельсон Дои      | 3      |
| 3 | Джин Кинг     | Джордж Ариёши род. 1926  |         | 2 декабря 1974 года  | 1 декабря 1986 года |                 |                  | 3      |
| 3 | Джон Уэйи III | Джордж Ариёши род. 1926  |         | 2 декабря 1974 года  | 1 декабря 1986 года |                 |                  | 3      |
| 4 |               | Джон Уэйи III род. 1946  |         | 1 декабря 1986 года  | 5 декабря 1994 года |                 | Бен Кайетано     | 2      |
| 5 |               | Бен Кайетано род. 1939   |         | 5 декабря 1994 года  | 2 декабря 2002 года |                 | Мэйзи Хироно     | 2      |
| 6 |               | Линда Лингл род. 1953    |         | 2 декабря 2002 года  | 6 декабря 2010 года |                 | Джеймс Айоне     | 2      |
| 7 |               | Нил Эберкромби род. 1938 |         | 6 декабря 2010 года  | 1 декабря 2014 года |                 | Брайан Шац       | 1      |
| 7 | Шан Цуцуи     | Нил Эберкромби род. 1938 |         | 6 декабря 2010 года  | 1 декабря 2014 года |                 |                  | 1      |
| 8 |               | Дэвид Игэ род. 1957      |         | 1 декабря 2014 года  | 5 декабря 2022 года |                 | 2                |        |
| 8 | Даг Чин       | Дэвид Игэ род. 1957      |         | 1 декабря 2014 года  | 5 декабря 2022 года |                 | 2                |        |
| 8 | Джош Грин     | Дэвид Игэ род. 1957      |         | 1 декабря 2014 года  | 5 декабря 2022 года |                 | 2                |        |
| 9 |               | Джош Грин род. 1970      |         | 5 декабря 2022 года  | Действующий         |                 | Сильвия Льюк     | 1      |

### Другие должности губернаторов
6 губернаторов Гавайских островов — 4 территориальных и 2 губернатора штата — занимали иные высокие государственные должности помимо поста губернатора. Ниже приведен их список.
| Имя                  | Губернаторский срок | Другие должности                   | Источник |
| -------------------- | ------------------- | ---------------------------------- | -------- |
| Сенфорд Доул         | 1900—1903           | Президент Республики Гавайи        | [ 25 ]   |
| Лоренс Джадд         | 1929—1934           | Губернатор Американского Самоа     | [ 26 ]   |
| Орен Лонг            | 1951—1953           | Сенатор от штата Гавайи            | [ 27 ]   |
| Семьюэл Уайлдер Кинг | 1953—1957           | Представитель от территории Гавайи | [ 28 ]   |
| Джон Бёрнс           | 1962—1974           | Представитель от территории Гавайи | [ 29 ]   |
| Нил Эберкромби       | 1986—1987 1991—2010 | Представитель от штата Гавайи      | [ 30 ]   |

### Комментарии
1. ↑  Подал в отставку ради места в окружном суде США по судебному округу территории Гавайи[англ.][6].
2. ↑  Подал в отставку; его срок должен был окончиться 23 ноября 1907 года[8].
3. ↑  Пойндекстер оставался на своем посту в течение нескольких месяцев после окончания своего срока полномочий, пока не был утвержден его преемник[15].
4. ↑  До 24 октября 1944 года полномочия Стейнбека были небольшими, поскольку его предшественник 7 декабря 1941 года после нападения на Пёрл-Харбор объявил военное положение, передав исполнительную власть военным[17]. Во время военного положения территорией управляли генерал-лейтенанты Уолтер Шорт[англ.], Делос Эммонз[англ.] и Роберт Чарлвуд Ричардсон-младший[англ.][18].
5. ↑  Получил от президента Эйзенхауэра отказ во втором сроке, немедленно подал в отставку[21].
6. ↑  Все вице-губернаторы представляли ту же политическую партию, что и соответствующие им губернаторы.